# Jogos do Império Britânico de 1950
Os Jogos do Império Britânico de 1950  foram realizados em Auckland, Nova Zelândia, entre 4 de fevereiro e 11 de fevereiro.

## Modalidades
- Atletismo
- Boxe
- Ciclismo
- Esgrima
- Halterofilismo
- Lawn Bowls
- Lutas
- Remo
- Natação
- Saltos ornamentais

## Países participantes

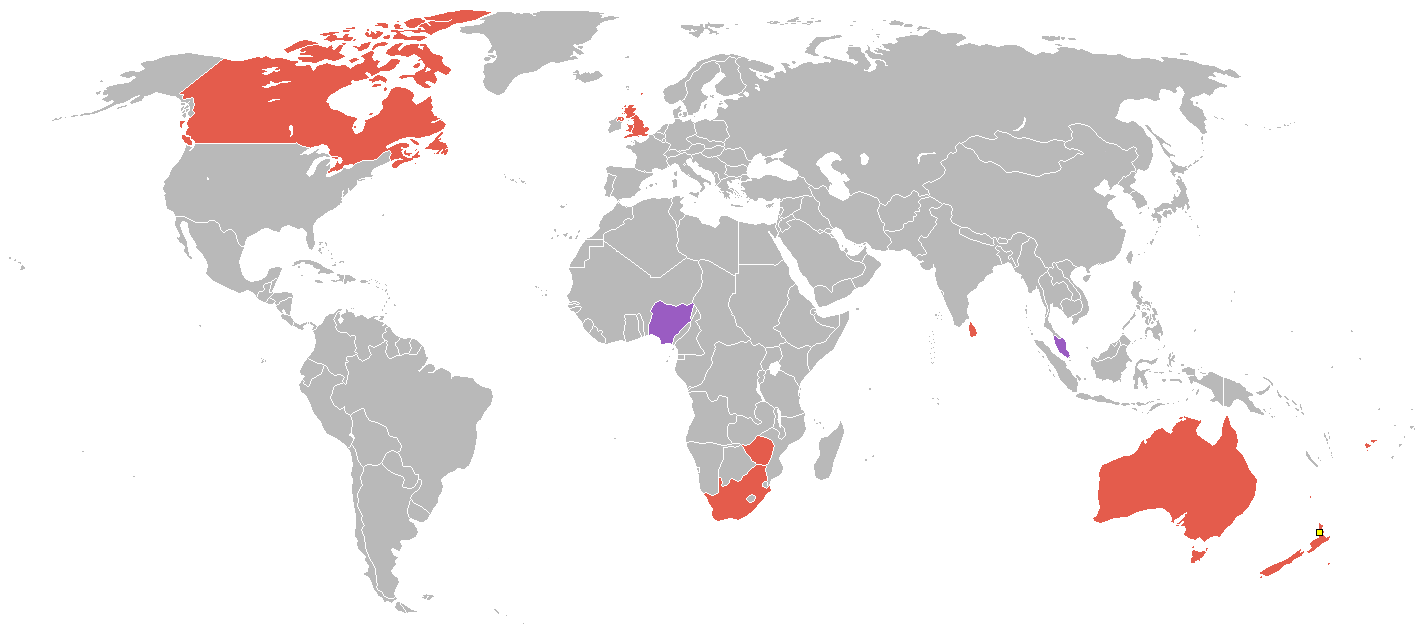
Nações participantes.

- África do Sul
- Austrália
- Canadá
- Ceilão
- Escócia
- Fiji
- Inglaterra
- Malaia
- Nigéria
- Nova Zelândia
- País de Gales
- Rodésia do Sul

## Medalhistas
| Ordem | País           | Medalha de ouro | Medalha de prata | Medalha de bronze | Total |
| ----- | -------------- | --------------- | ---------------- | ----------------- | ----- |
| 1     | Austrália      | 34              | 27               | 19                | 80    |
| 2     | Inglaterra     | 19              | 16               | 13                | 48    |
| 3     | Nova Zelândia  | 10              | 22               | 22                | 54    |
| 4     | Canadá         | 8               | 9                | 13                | 30    |
| 5     | África do Sul  | 8               | 4                | 8                 | 20    |
| 6     | Escócia        | 5               | 3                | 1                 | 10    |
| 7     | Malaia         | 2               | 1                | 1                 | 4     |
| 8     | Fiji           | 1               | 2                | 2                 | 5     |
| 9     | Ceilão         | 1               | 2                | 0                 | 3     |
| 10    | Nigéria        | 0               | 1                | 0                 | 1     |
| 10    | País de Gales  | 0               | 1                | 0                 | 1     |
| 10    | Rodésia do Sul | 0               | 1                | 0                 | 1     |

     País sede destacado. 